# Volta a Cataluña 1979
La Volta a Cataluña 1979 fue 59.ª edición de la Volta a Cataluña, que se disputó en 7 etapas del 5 al 12 de septiembre de 1979 con un total de 1257,0 km. El vencedor final fue el español Vicente Belda del equipo Transmallorca-Flavia por delante Pere Vilardebó del Kas-Campagnolo, y de Christian Jourdan del La Redoute-Motobécane.
La segunda y la séptima etapa estaban divididas en dos sectores. Había dos contrarrelojes individuales, una en el Prólogo de Sitges y la otra el primer sector de la séptima etapa.
Vicente Belda ganaba la "Volta" gracias a la dura etapa de Coll de Pal. La diferencia al final fue una de las más pequeñas de toda la historia de la "Volta".

## Etapas
| Etapa   | Fecha            | Ciudades de etapa                      | km    | Vencedor de la etapa   | Líder de la general |
| ------- | ---------------- | -------------------------------------- | ----- | ---------------------- | ------------------- |
| Prólogo | 5 de septiembre  | Sitges – Sitges (CRI)                  | 4,2   | Giuseppe Saronni       | Giuseppe Saronni    |
| ºª      | 6 de septiembre  | Sitges – Vendrell                      | 182,9 | Pedro Vilardebó        | Giuseppe Saronni    |
| 2.ª A   | 7 de septiembre  | Vendrell – Barcelona                   | 80,1  | Ottavio Crepaldi       | Eulalio García      |
| 2.ª B   | 7 de septiembre  | Premiá de Dalt – La Garriga            | 87,8  | Giuseppe Saronni       | Eulalio García      |
| 3.ª     | 8 de septiembre  | La Garriga - Manresa                   | 161,9 | José Luis López Cerrón | Eulalio García      |
| 4.ª     | 9 de septiembre  | Áger - Lago de San Mauricio (Espot)    | 198,8 | Josef Fuchs            | Ángel Arroyo        |
| 5.ª     | 10 de septiembre | Puebla de Segur - Coll de Palo (Bagá)  | 206,7 | Ricardo Zúñiga         | Vicente Belda       |
| 6.ª     | 11 de septiembre | Bagá – Alto del Mas Nou (Playa de Aro) | 170,2 | Christian Jourdan      | Vicente Belda       |
| 7.ª     | 12 de septiembre | Playa de Aro – Tosa de Mar (CRI)       | 28,2  | Lucien Van Impe        | Vicente Belda       |
| 7.ª B   | 12 de septiembre | Tosa de Mar – Sitges                   | 136,2 | Jesús Suárez Cueva     | Vicente Belda       |

### Prólogo
05-09-1979: Sitges – Sitges, 4,2 km. (CRI):
|   | Ciclista         | Equipo         | Tiempo |
| - | ---------------- | -------------- | ------ |
| 1 | Giuseppe Saronni | Scic-Botecchia | 5' 16" |
| 2 | Roy Schuiten     | Scic-Botecchia | + 09"  |
| 3 | Eulalio García   | Teka           | m. t.  |

|   | Ciclista         | Equipo         | Tiempo |
| - | ---------------- | -------------- | ------ |
| 1 | Giuseppe Saronni | Scic-Botecchia | 5' 16" |
| 2 | Roy Schuiten     | Scic-Botecchia | + 09"  |
| 3 | Eulalio García   | Teka           | m. t.  |

### 1.ª etapa
06-09-1979: Sitges – Vendrell, 182,9:
|   | Ciclista         | Equipo         | Tiempo     |
| - | ---------------- | -------------- | ---------- |
| 1 | Pedro Vilardebó  | Kas-Campagnolo | 4h 53' 33" |
| 2 | Giuseppe Saronni | Scic-Botecchia | m. t.      |
| 3 | Roy Schuiten     | Scic-Botecchia | m. t.      |

|   | Ciclista         | Equipo         | Tiempo     |
| - | ---------------- | -------------- | ---------- |
| 1 | Giuseppe Saronni | Scic-Botecchia | 4h 58' 49" |
| 2 | Roy Schuiten     | Scic-Botecchia | + 09"      |
| 3 | Eulalio García   | Teka           | m. t.      |

### 2.ª etapa
07-09-1979: Vendrell – Barcelona, 80,1 km.:
| Resultado de la 2ª etapa \| \| Ciclista \| Equipo \| Tiempo \| \| - \| ----------------- \| ----------------- \| ---------- \| \| 1 \| Ottavio Crepaldi \| Scic-Botecchia \| 2h 07' 44" \| \| 2 \| Isidro Juárez \| Manzaneque CR-Tam \| + 17" \| \| 3 \| Miguel María Lasa \| Moliner-Vereco \| + 18" \| |                   |                   |            |
| | Ciclista          | Equipo            | Tiempo     |
| 1 | Ottavio Crepaldi  | Scic-Botecchia    | 2h 07' 44" |
| 2 | Isidro Juárez     | Manzaneque CR-Tam | + 17"      |
| 3 | Miguel María Lasa | Moliner-Vereco    | + 18"      |

### 2.ª etapa B
07-09-1979: Premiá de Dalt – La Garriga, 87,8 km.:
|   | Ciclista         | Equipo         | Tiempo     |
| - | ---------------- | -------------- | ---------- |
| 1 | Giuseppe Saronni | Scic-Botecchia | 2h 15' 18" |
| 2 | Eulalio García   | Teka           | m. t.      |
| 3 | Lucien Van Impe  | Kas-Campagnolo | m. t.      |

|   | Ciclista          | Equipo         | Tiempo     |
| - | ----------------- | -------------- | ---------- |
| 1 | Eulalio García    | Teka           | 9h 22' 18" |
| 2 | Lucien Van Impe   | Kas-Campagnolo | + 04"      |
| 3 | Miguel María Lasa | Moliner-Vereco | + 13"      |

### 3.ª etapa
08-09-1979: La Garriga - Manresa, 161,9 km.:
|   | Ciclista               | Equipo         | Tiempo     |
| - | ---------------------- | -------------- | ---------- |
| 1 | José Luis López Cerrón | Moliner-Vereco | 4h 34' 15" |
| 2 | Juan Fernández         | Kas-Campagnolo | + 1' 39"   |
| 3 | Giuseppe Saronni       | Scic-Botecchia | m. t.      |

|   | Ciclista          | Equipo         | Tiempo      |
| - | ----------------- | -------------- | ----------- |
| 1 | Eulalio García    | Teka           | 14h 08' 14" |
| 2 | Lucien Van Impe   | Kas-Campagnolo | + 04"       |
| 3 | Miguel María Lasa | Moliner-Vereco | + 13"       |

### 4.ª etapa
09-09-1979: Áger - Lago de San Mauricio (Espot), 198,8 km.:
|   | Ciclista       | Equipo         | Tiempo     |
| - | -------------- | -------------- | ---------- |
| 1 | Josef Fuchs    | Scic-Botecchia | 6h 03' 16" |
| 2 | Pere Vilardebó | Kas-Campagnolo | + 5' 40"   |
| 3 | Ángel Arroyo   | Moliner-Vereco | + 6' 19"   |

|   | Ciclista       | Equipo               | Tiempo      |
| - | -------------- | -------------------- | ----------- |
| 1 | Ángel Arroyo   | Moliner-Vereco       | 20h 19' 17" |
| 2 | Vicente Belda  | Transmallorca-Flavia | + 1' 10"    |
| 3 | Pere Vilardebó | Kas-Campagnolo       | + 2' 15"    |

### 5.ª etapa
10-09-1979: Puebla de Segur - Coll de Palo (Bagá), 206,7 km. :
|   | Ciclista              | Equipo                | Tiempo     |
| - | --------------------- | --------------------- | ---------- |
| 1 | Ricardo Zúñiga        | Manzaneque CR-Tam     | 6h 59' 43" |
| 2 | Pedro Torres          | Transmallorca-Flavia  | + 25"      |
| 3 | Didier Vanoverschelde | La Redoute-Motobécane | + 2' 29"   |

|   | Ciclista       | Equipo               | Tiempo      |
| - | -------------- | -------------------- | ----------- |
| 1 | Vicente Belda  | Transmallorca-Flavia | 27h 24' 24" |
| 2 | Pedro Torres   | Transmallorca-Flavia | + 32"       |
| 3 | Pere Vilardebó | Kas-Campagnolo       | + 1' 04"    |

### 6.ª etapa
11-09-1979: Bagá – Alto del Mas Nou, 170,2 km.:
|   | Ciclista           | Equipo                | Tiempo     |
| - | ------------------ | --------------------- | ---------- |
| 1 | Christian Jourdan  | La Redoute-Motobécane | 4h 20' 47" |
| 2 | Mariano Martínez   | La Redoute-Motobécane | + 7' 23"   |
| 3 | Jesús Suárez Cueva | Kas-Campagnolo        | + 8' 13"   |

|   | Ciclista          | Equipo                | Tiempo      |
| - | ----------------- | --------------------- | ----------- |
| 1 | Vicente Belda     | Transmallorca-Flavia  | 31h 58' 51" |
| 2 | Christian Jourdan | La Redoute-Motobécane | + 18"       |
| 3 | Pedro Torres      | Transmallorca-Flavia  | + 1' 01"    |

### 7.ª etapa
12-09-1980: Playa de Aro – Tosa de Mar, 28,2 km. (CRI):
| Resultado de la 7ª etapa A \| \| Ciclista \| Equipo \| Tiempo \| \| - \| ---------------- \| ----------------- \| -------- \| \| 1 \| Lucien Van Impe \| Kas-Campagnolo \| 42' 18" \| \| 2 \| Pere Vilardebó \| Kas-Campagnolo \| + 1' 02" \| \| 3 \| Jesús Manzaneque \| Manzaneque CR-Tam \| + 1' 34" \| |                  |                   |          |
| | Ciclista         | Equipo            | Tiempo   |
| 1 | Lucien Van Impe  | Kas-Campagnolo    | 42' 18"  |
| 2 | Pere Vilardebó   | Kas-Campagnolo    | + 1' 02" |
| 3 | Jesús Manzaneque | Manzaneque CR-Tam | + 1' 34" |

### 7.ª etapa B
12-09-1979: Tosa de Mar – Sitges, 136,2 km.:
|   | Ciclista           | Equipo                | Tiempo     |
| - | ------------------ | --------------------- | ---------- |
| 1 | Jesús Suárez Cueva | Kas-Campagnolo        | 3h 15' 29" |
| 2 | Christian Muselet  | La Redoute-Motobécane | m. t.      |
| 3 | Juan Fernández     | Kas-Campagnolo        | m. t.      |

|   | Ciclista          | Equipo                | Tiempo      |
| - | ----------------- | --------------------- | ----------- |
| 1 | Vicente Belda     | Transmallorca-Flavia  | 35h 58' 45" |
| 2 | Pedro Vilardebó   | Kas-Campagnolo        | + 02"       |
| 3 | Christian Jourdan | La Redoute-Motobécane | + 09"       |

## Clasificación General
|    | Ciclista          | Equipo                | Tiempo      |
| -- | ----------------- | --------------------- | ----------- |
|    | Vicente Belda     | Transmallorca-Flavia  | 35h 58' 45" |
| 2  | Pedro Vilardebó   | Kas-Campagnolo        | + 02"       |
| 3  | Christian Jourdan | La Redoute-Motobécane | + 09"       |
| 4  | Pedro Torres      | Transmallorca-Flavia  | + 1' 01"    |
| 5  | Josef Fuchs       | Scic-Botecchia        | + 2' 28"    |
| 6  | Lucien Van Impe   | Kas-Campagnolo        | + 2' 36"    |
| 7  | Jordi Fortià      | Novostil-Helios       | + 8' 18"    |
| 8  | Ángel Arroyo      | Moliner-Vereco        | + 9' 13"    |
| 9  | Manuel Esparza    | Teka                  | + 10' 38"   |
| 10 | Ricardo Zúñiga    | Manzaneque CR-Tam     | + 11' 50"   |

## Clasificaciones secundarias
|   | Ciclista       | Equipo               | Puntos    |
| - | -------------- | -------------------- | --------- |
| 1 | Manuel Esparza | Teka                 | 41 puntos |
| 2 | Ricardo Zúñiga | Manzaneque CR-Tam    | 38 puntos |
| 3 | Pedro Torres   | Transmallorca-Flavia | 29 puntos |

|   | Ciclista              | Equipo                | Puntos    |
| - | --------------------- | --------------------- | --------- |
| 1 | Christian Muselet     | La Redoute-Motobécane | 40 puntos |
| 2 | Christian Jourdan     | La Redoute-Motobécane | 19 puntos |
| 3 | Didier Vanoverschelde | La Redoute-Motobécane | 17 puntos |

|   | Ciclista           | Equipo         | Puntos      |
| - | ------------------ | -------------- | ----------- |
| 1 | Pedro Vilardebó    | Kas-Campagnolo | 36,5 puntos |
| 2 | Lucien Van Impe    | Kas-Campagnolo | 28,5 puntos |
| 3 | Jesús Suárez Cueva | Kas-Campagnolo | 26,5 puntos |

|   | Equipo                | Nacionalidad | Tiempo       |
| - | --------------------- | ------------ | ------------ |
| 1 | Kas-Campagnolo        | España       | 107h 52' 16" |
| 2 | La Redoute-Motobécane | Francia      | + 12' 37"    |
| 3 | Transmallorca-Flavia  | España       | + 30' 05"    |